# Sprengpanzer
Sprengpanzer wurden ab etwa 1938 von Frankreich und Deutschland kurz vor dem 2. Weltkrieg entwickelt. Sie sind über elektrisches Steuerkabel oder über Funk ferngesteuerte Kettenfahrzeuge, die eine Sprengladung tragen. Das Fahrzeug wird ferngesteuert zum Ziel gefahren und die Sprengladung ebenso gezündet.
Eine bemannte Variante kann den Sprengsatz ablegen und soll vor dessen Zündung aus dem Gefahrenbereich (zurück)fahren, um das Fahrzeug zu erhalten. Andere Modelle können den Sprengsatz nicht ablegen, können deshalb einfacher gebaut werden, werden jedoch bei erfolgreicher Zündung als Verlustgeräte selbst zerstört.
Der Antrieb erfolgt mit einem Verbrennungsmotor oder einem Elektromotor.

## Bekannte Sprengpanzer
Deutsche Entwicklungen:
- Borgward IV – bemannt, kann Ladung ablegen
- Goliath
- Springer
- Kleinpanzer E-5, Projektname: Wanze[1]

Frankreich:
- Véhicule Pommellet